# Jirel de Joiry

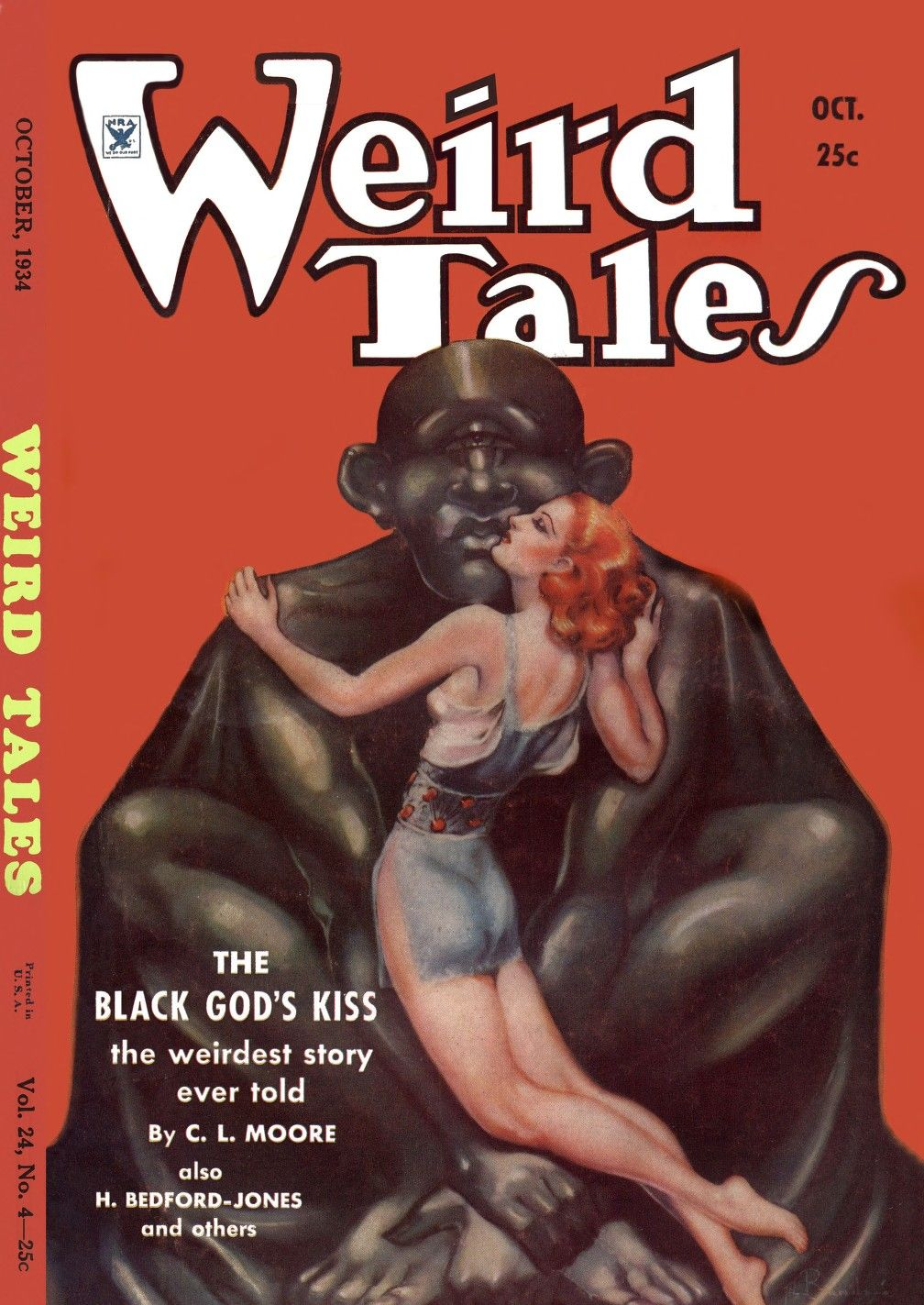
Couverture du numéro d'octobre 1934 de Weird Tales, mettant en vedette la première histoire de Jirel de Joiry «Black God's Kiss».

Jirel de Joiry est un personnage fictif créé par l'écrivaine américaine C. L. Moore en 1933, qui est apparue dans une série d'histoires d'épée et de sorcellerie publiées pour la première fois dans le magazine d'horreur / fantasy Weird Tales. Jirel est une dirigeante fière, dure, arrogante et belle de son propre domaine — apparemment quelque part dans la France médiévale. Ses aventures l'entraînent continuellement dans des contacts dangereux avec le surnaturel.
Ces histoires sont parmi les premières à montrer l'influence de Robert E. Howard sur l'heroic fantasy ; elles ont également introduit une protagoniste féminine dans ce genre,.
L'histoire la plus emblématique de Jirel de Joiry est The Black God's Kiss de C. L. Moore, le premier de ses contes d'épée et de sorcellerie autour de Jirel de Joiry qui parait dans Weird Tales. Dans cette nouvelle, Jirel commence une quête dans un monde souterrain pour se venger d'un agresseur. C. L. Moore redonne de l'agentivité à son héroïne en ne l'enfermant pas dans un trope de demoiselle en détresse. La nouvelle ouvre la voie à des récits contemporains tels que La Quête onirique de Vellitt Boe de Kij Johnson, qui comporte un voyage souterrain également.

## Histoires et recueils
Les histoires de Jirel de Joirry incluent :
- Black God's Kiss (octobre 1934)
- Black God's Shadow (décembre 1934)
- Jirel Meets Magic (juillet 1935)
- The Dark Land (janvier 1936)
- Quest of the Starstone (novembre 1937), avec Henry Kuttner
- Hellsgarde (avril 1939)

Ces histoires, à l'exception de Quest of the Starstone, apparaissent dans la collection Jirel of Joiry (1969) et dans le recueil Gollancz Fantasy Masterworks (en) Black Gods and Scarlet Dreams (2002). Tous les six apparaissent dans une édition de Planet Stories de Paizo Publishing, compilée sous le titre Black God's Kiss.

## Réception
Bien qu'elle soit un personnage ostensiblement féminin, ses traits masculins l'ont amenée à être décrite et analysée dans le contexte d'une fiction de subversion du genre,. Elle a été décrite comme l'un des premiers personnages féminins forts du genre fantastique et « la première femme héroïne d'épée et de sorcellerie au monde »,.

## Dans la culture populaire
Jirel of Joiry, une chanson filk de 1985 de Mercedes Lackey et Leslie Fish, apparaît sur l'album Murder, Mystery and Mayhem.[réf. nécessaire]